# Piletocera pumilialis
Piletocera pumilialis là một loài bướm đêm trong họ Crambidae.